# Moczerka
Moczerka (ukr. Мочерка) – przełęcz w Karpatach ukraińskich, w południowo-wschodniej części Beskidów Pokucko-Bukowińskich. Położona między wsiami Dolisznyj Szepit i Baniłów, na granicy rejonu wyżnickiego i storożynieckiego obwodu czerniowieckiego, na dziale wodnym rzek Seretu i Małego Seretu. Wysokość przełęczy to 970 m.
Przełęczą prowadzi droga znaczenia lokalnego, która łączy wsie Szepit i Baniłów. Przełęcz jest dostępna dla samochodów, bez twardego pokrycia (droga gruntowa), warunkowo przejezdna. Zimą z przełęczy prawie nie korzysta się.